# Aarhus Ø
Aarhus Ø, ook wel Nordhavnen genoemd, is een stedelijk gebied in ontwikkeling in het centrum van de Deense stad Aarhus. De ontwikkelingen in in Aarhus Ø vinden plaats in het noordelijk deel van de haven dat een voormalige containerhaven betreft. 
Er worden in dit nieuw ontwikkelde gedeelte van de stad woningen voor zo’n 10.000 à 12.000 mensen gebouwd en circa 10.000 arbeidsplekken gecreëerd. Zij worden verdeeld over zo’n 800.000 vierkante meter aan bebouwing.

## Geschiedenis
De eerste werkzaamheden aan Aarhus Ø waren het verhogen van de pieren. deze werkzaamheden werden uitgevoerd in 2007 zodat deze pieren beter bestand werden tegen hogere waterstanden. Tevens werden toen ook de mondingen van de grachten aangelegd.

## Demografie
In 2012 bedroeg het inwonertal van het eiland 5 inwoners. In 2019 was dit aantal gestegen naar 3.940 inwoners.
De gemeente Aarhus heeft besloten dat 25% van de gebouwde woningen, sociale woningen moeten worden.

## Verkeer en vervoer
Het eiland wordt doorsneden door zijn belangrijkste verkeersader de tweebaans uitgevoerde Bernhardt Jensens Boulevard waar omheen de wijk is gebouwd. Naar planning zal een tak van de lightrail van Aarhus over deze boulevard gaan lopen. De wijk wordt bediend door Station Østbanetorvet en de buslijn 23.

## Architectuur en projecten
Op het eiland werd anno 2022 nog steeds aan verschillende bouwwerken. Maar kent al enige uit het oog springende architectuur. Zoals de Isbjerget, de IJsberg, ontworpen door JDS Architects en CEBRA waarvoor zij in 2013 de prijs Le Marché International des Professionnels de L’immobilier (MIPIM) wonnen.

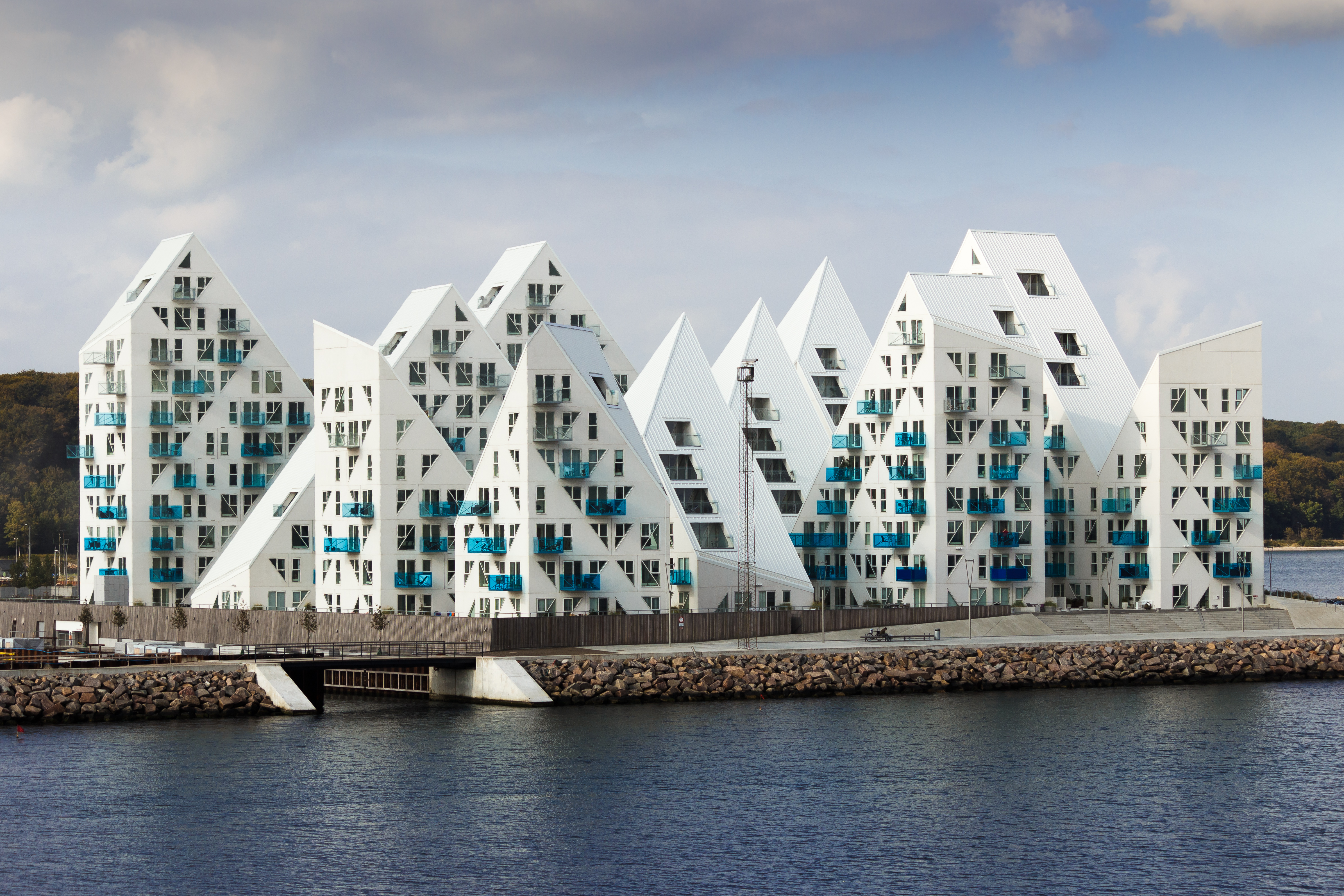
Isbjerget

Verder wordt in het nieuwe gebied de hoogste wolkenkrabber van Denemarken gebouwd, de Lighthouse. De hoogte van deze toren is 142 meter.